# Тертышный, Алексей Викторович
Алексе́й Ви́кторович Терты́шный (род. 27 марта 1977, Челябинск) — российский хоккеист, тренер. Мастер спорта России.

## Биография
Воспитанник ДЮСШ «Трактор» Челябинск.
В «Тракторе» дебютировал в возрасте 17 сентября 1994 года в матче с карагандинским «Строителем» и записал в свой актив результативную передачу. Первый гол забил в ворота тольяттинской «Лады» 18 октября 1995 года.
Играл за команды «УралАЗ» (Миасс), «Трактор», «Юниор-Т» (Курган), «Мостовик» (Курган), «Ак Барс», «Металлург» (Магнитогорск), «Авангард», ЦСКА, «Сибирь» и ХК МВД. Чемпион России сезона 2006/07. Провёл 3 матча за сборную России на Ческа Пойиштовна в 2001 году.
Окончил Уральский государственный университет физической культуры.
После завершения игровой карьеры стал тренером. В «Челмете» один сезон был ассистентом главного тренера, один — главным тренером. После перевода Павла Езовских из «Мамонтов Югры» в «Югру», Тертышный был назначен главным тренером молодёжного клуба югорчан.
4 июля 2016 года вошёл в тренерский штаб дебютанта КХЛ «Куньлунь Ред Стар».
1 октября 2017 года вновь назначен главным тренером «Челмета».
В 2021 году окончил Высшую школу тренеров в Челябинске.
С июля 2023 года работал в тренерском штабе «Витязя»; с 3 по 8 октября 2023 года был исполняющим обязанности главного тренера.

## Награды и звания, достижения
- Мастер спорта России
- Чемпион России: 2006/07
- Серебряный призёр чемпионата России (4): 1999/00, 2001/02, 2003/04, 2009/10
- Бронзовый призёр чемпионата России: 2005/06
- Джентльмен на льду: 2004/05

## Статистика
| Легенда | Легенда                    | Легенда | Легенда                   | Легенда | Легенда    |
| ------- | -------------------------- | ------- | ------------------------- | ------- | ---------- |
| И       | Количество проведённых игр | Штр     | Штрафное время            | +/−     | Плюс-минус |
| Г       | Голы                       | П       | Голевые передачи          | О       | Очки       |
| -       | Статистика неизвестна      | —       | Статистика не учитывалась |         |            |

### Главный тренер
Последнее обновление: 14 марта 2018 года
| Команда      | Турнир-сезон | Регулярный сезон | Регулярный сезон | Регулярный сезон | Регулярный сезон | Регулярный сезон | Регулярный сезон | Регулярный сезон | Регулярный сезон | Плей-офф | Плей-офф | Плей-офф              |
| Команда      | Турнир-сезон | И                | В                | ВО/ВБ            | Н                | ПО/ПБ            | П                | О                | Результат        | В        | П        | Результат             |
| ------------ | ------------ | ---------------- | ---------------- | ---------------- | ---------------- | ---------------- | ---------------- | ---------------- | ---------------- | -------- | -------- | --------------------- |
| Челмет       | ВХЛ 2014/15  | 52               | 20               | 4                | —                | 6                | 22               | 74               | 16-е место       | 2        | 4        | Вылетели в 1/8 финала |
| Мамонты Югры | МХЛ 2015/16  | 44               | 14               | 9                | —                | 3                | 18               | 63               | 20-е место       | —        | —        | В плей-офф не вышли   |
| Челмет       | ВХЛ 2017/18  | 44               | 15               | 5                | —                | 8                | 16               | 63               | 20-е место       | —        | —        | В плей-офф не вышли   |

## Семья, личная жизнь
Родной брат Сергей и двоюродные — Дмитрий и Андрей также были хоккеистами. Все они — воспитанники челябинского «Трактора».
Сыновья Никита и Илья, Никита также выступал за «Трактор».